# Порцелан
Порцеланът е вид керамичен материал, непорест и непроницаем за вода и газове. Той е отличен изолатор. Физичните свойства на порцелана са: бял, полупрозрачен цвят, не поглъща вода, не се разтваря, не е порьозен, има ниска еластичност, висока цветоустойчивост. Механичните му свойства са висока твърдост, крехкост, висока химична и абразивна устойчивост и устойчивост на износване и на термичен шок.
Името на този вид керамика идва от стара италианска дума porcellana (означаваща вид морски охлюви, лат. Cypraeidae) заради приликата с полупрозрачната (седефена) повърхност на черупката им. Разработени са методи за оцветяване на порцелана.

## Състав и технология
Суровините, от които се произвежда, са фелдшпат, кварц (силициев диоксид) и каолин (бяла глина). При тяхното съвместно смилане се получава т.нар. порцеланов шликер, който е изходен материал за получаването на порцеланови изделия, по метода на отливането. За получаването на изделия по метода на пластичното формуване, този шликер се обезводнява до около 20% вода.
Има 2 основни вида порцелан – твърд и мек, в зависимост от температурата на изпичане. След моделиране на различни предмети е необходимо и допълнително обработване. Технологията на изпичане на готовия модел се състои от 3 важни стадия – изсушаване при 120°C, бисквитно печене на 600 – 1000°C и изпичане при 1200 – 1350°C. Моделите се правят с около 10% по-големи, тъй като при термичната обработка материалът се свива с толкова.

## История
Порцеланът е разработен в Китай, преминавайки през многовековен период на усъвършенстване, започвайки с „протопорцеланови“ изделия от времето на династията Шан (1600-1046 г. пр.н.е.). По времето на династията Източна Хан (25-220 г.) тези ранни глазирани керамични изделия се превръщат в порцелан, изпечен на високи температури. Към края на династия Суей (581-618 г.) и началото на династия Тан (618-907 г.) вече са постигнати стандартните изисквания за белота и прозрачност. Тези изделия вече започват да се изнасят в ислямския свят, където са високо ценени.
През 8 – 9 век технологията на порцелана се появява и в съседните Монголия и Виетнам, а малко по-късно и в Япония. След завладяването на Китай от татаро-монголите на Чингиз Хан през 12 век започва разпространението на порцелана и в Корея, донесен там от монголски колонисти. След разпадането на Монголската империя през 13 век китайските земи попадат по властта на императорската династия на монголския хан Хубилай. Разцветът на производството и търговията с порцелан е при следващата китайска династия - Мин, при която европейците се запознават с т.нар. "синьо-бял порцелан" (първата технология за производство на оцветен порцелан е кобалтовата – оцветяване на бял порцелан с кобалт) и други достижения в тази област, благодарение на търговията, развивана тогава по Пътя на коприната. Китайците търгуват по него с различни места из Азия, Африка и Европа. Традициите са съхранени и продължават да се развиват и при манджурската династия Цин (17.-20. век).
През 1517 г. португалски търговци започват директна търговия по море с династията Мин, а през 1598 г. ги последват холандски търговци. Формулата за производство на порцелан му е държана в тайна, докато през 18 век и в Европа не се намира начин за неговото производство, включително и за изработката на оцветен порцелан.
|  | Тази страница частично или изцяло представлява превод на страницата Porcelain в Уикипедия на английски. Оригиналният текст, както и този превод, са защитени от Лиценза „Криейтив Комънс – Признание – Споделяне на споделеното“, а за съдържание, създадено преди юни 2009 година – от Лиценза за свободна документация на ГНУ. Прегледайте историята на редакциите на оригиналната страница, както и на преводната страница, за да видите списъка на съавторите. ВАЖНО: Този шаблон се отнася единствено до авторските права върху съдържанието на статията. Добавянето му не отменя изискването да се посочват конкретни източници на твърденията, които да бъдат благонадеждни. |